# Weferlingsen
Weferlingsen (niederdeutsch Wewwerlingsen) ist ein Dorf und Stadtteil von Burgdorf in der Region Hannover in Niedersachsen. Es liegt etwa auf halber Strecke zwischen der Stadtmitte Burgdorfs und dem Ortsteil Ramlingen-Ehlershausen, nahe bei Otze.

## Geschichte

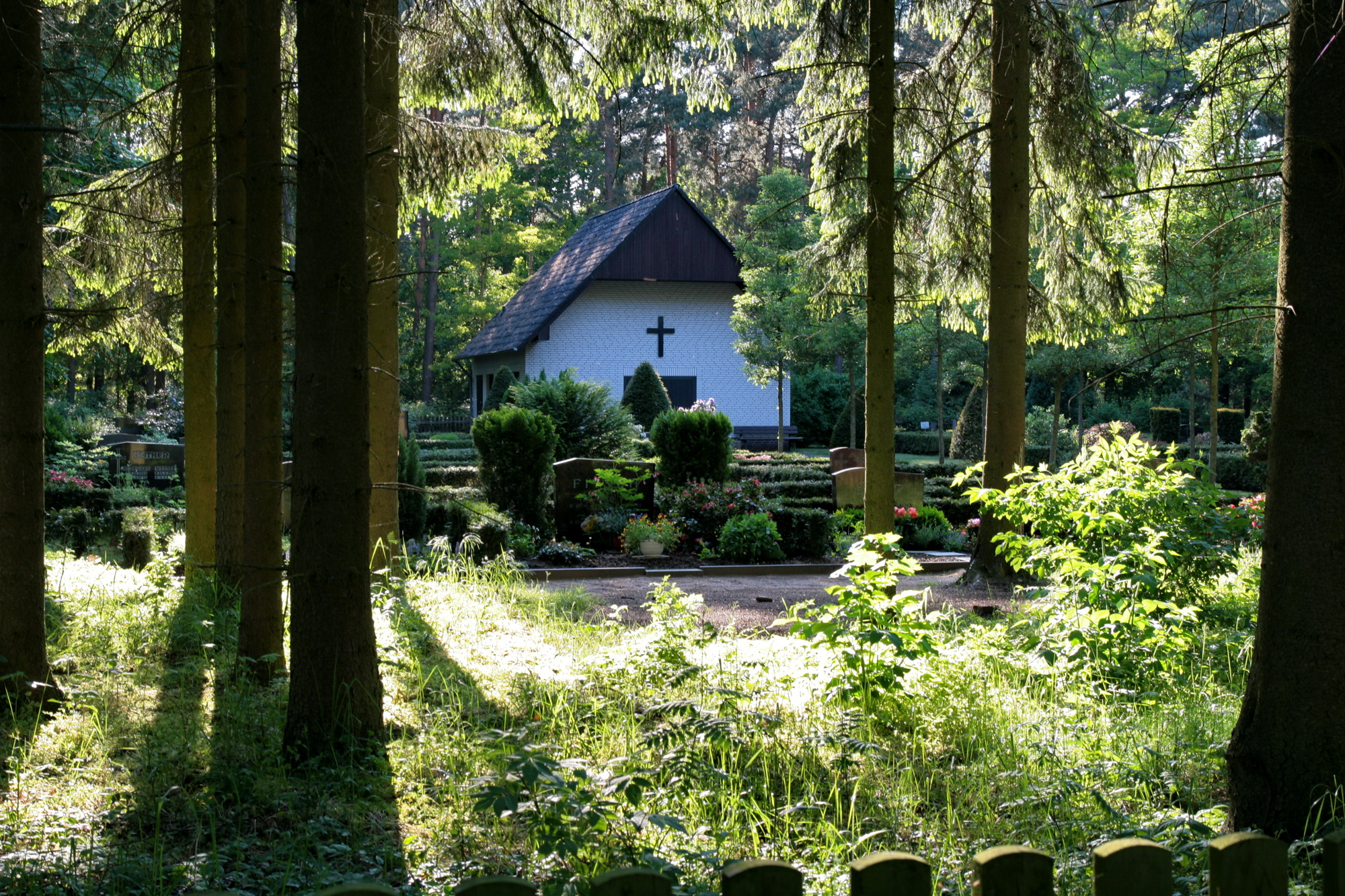
Friedhofskapelle vor Weferlingsen, Burgdorf

Urnenfunde im Jahre 1953 nahe dem heutigen Friedhof belegen, dass bereits vor ca. 2500 Jahren Menschen an diesem Platz lebten. Die erste urkundliche Erwähnung erfolgte 1277 im Ein- und Ausgabe- sowie Zinsregister der Dompropstei Hildesheim.
Am 1. März 1974 wurde Weferlingsen in die Stadt Burgdorf eingegliedert.

## Einwohnerentwicklung
- 1961: 219 Einwohner[2]
- 1970: 208 Einwohner[2]
- 2005: 255 Einwohner
- 2011: 235 Einwohner
- 2016: 270 Einwohner[1]

## Politik

### Ortsvorsteher
Ortsvorsteher ist Uwe Kracke.

### Wappen
Der Entwurf des Kommunalwappens von Weferlingsen stammt von dem Heraldiker und Wappenmaler Gustav Völker, der zahlreiche Wappen in der Region Hannover erschaffen hat. Die Genehmigung des Wappens wurde durch den Regierungspräsidenten in Lüneburg am 14. Juni 1960 erteilt.
| Wappen von Weferlingsen | Blasonierung: „Geteilt von Grün und Silber, oben ein wachsender, goldener Löwe, unten zwischen grünen Ähren ein roter Bienenkorb.“ |
| Wappen von Weferlingsen | Wappenbegründung: Der Löwe versinnbildlicht die frühere Gerichtsbarkeit der Freien, die die Gemeinde Weferlingsen gemeinsam mit acht anderen umliegenden Gemeinden früher ausgeübt hat. Wir finden den gleichen Löwen bereits in den Wappen der Gemeinden Otze und Wettmar. Die beiden Ähren sollen darauf hinweisen, dass Weferlingsen ein reines Bauerndorf geblieben ist. Der Bienenkorb erinnert daran, dass als besonderer Zweig der Landwirtschaft früher die Imkerei in besonders großem Umfang betrieben wurde. |

## Kultur und Sehenswürdigkeiten
Im Ortskern findet sich ein alter Eichenbestand. Mittelpunkt des Ortes ist der Dorfplatz „Brink“, auf dem Feste stattfinden. Das Hauptfest ist das jährliche Dorffest, verbunden mit dem Aue-Cup, am vierten Wochenende im August.

## Baudenkmale

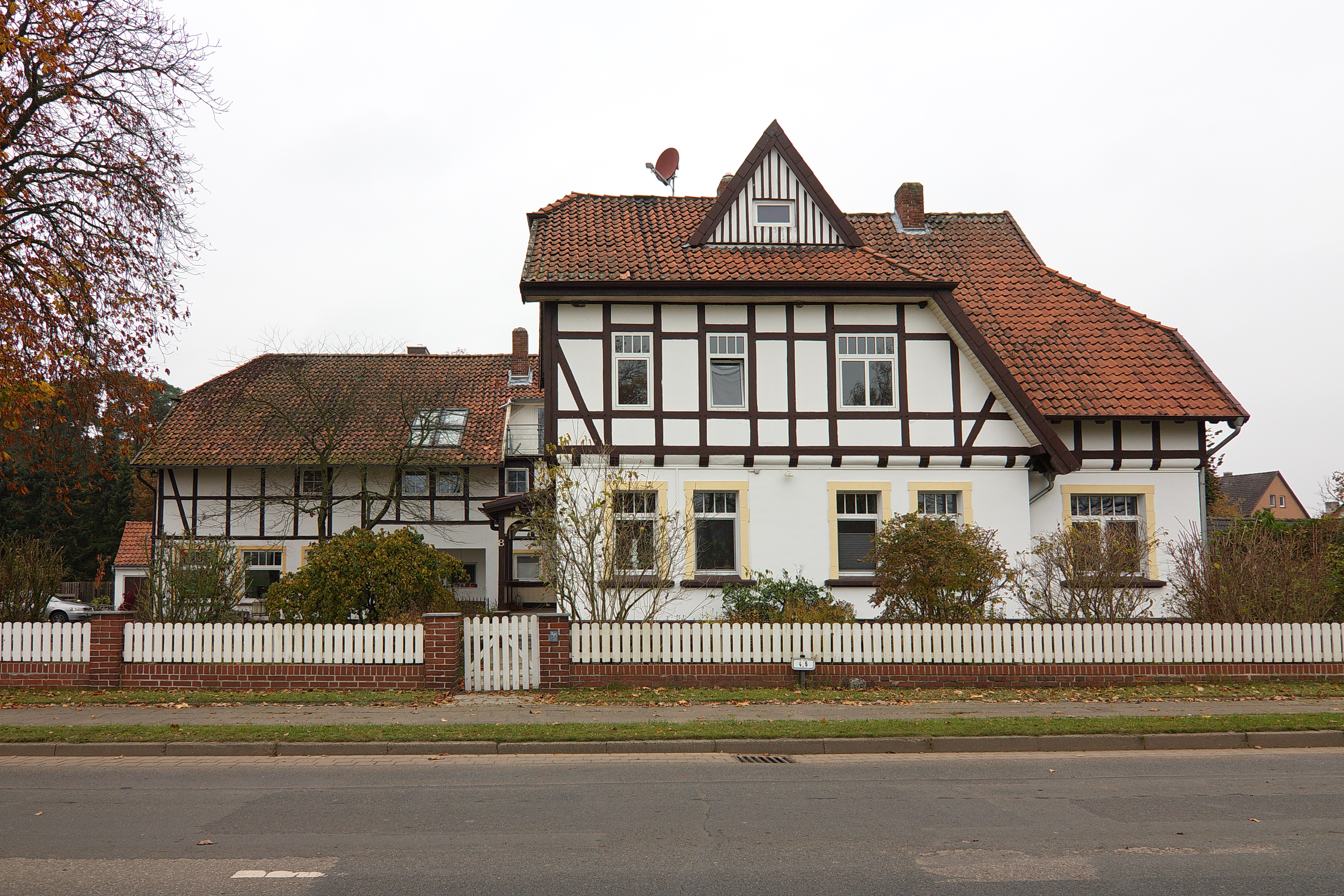
Fachwerkbau
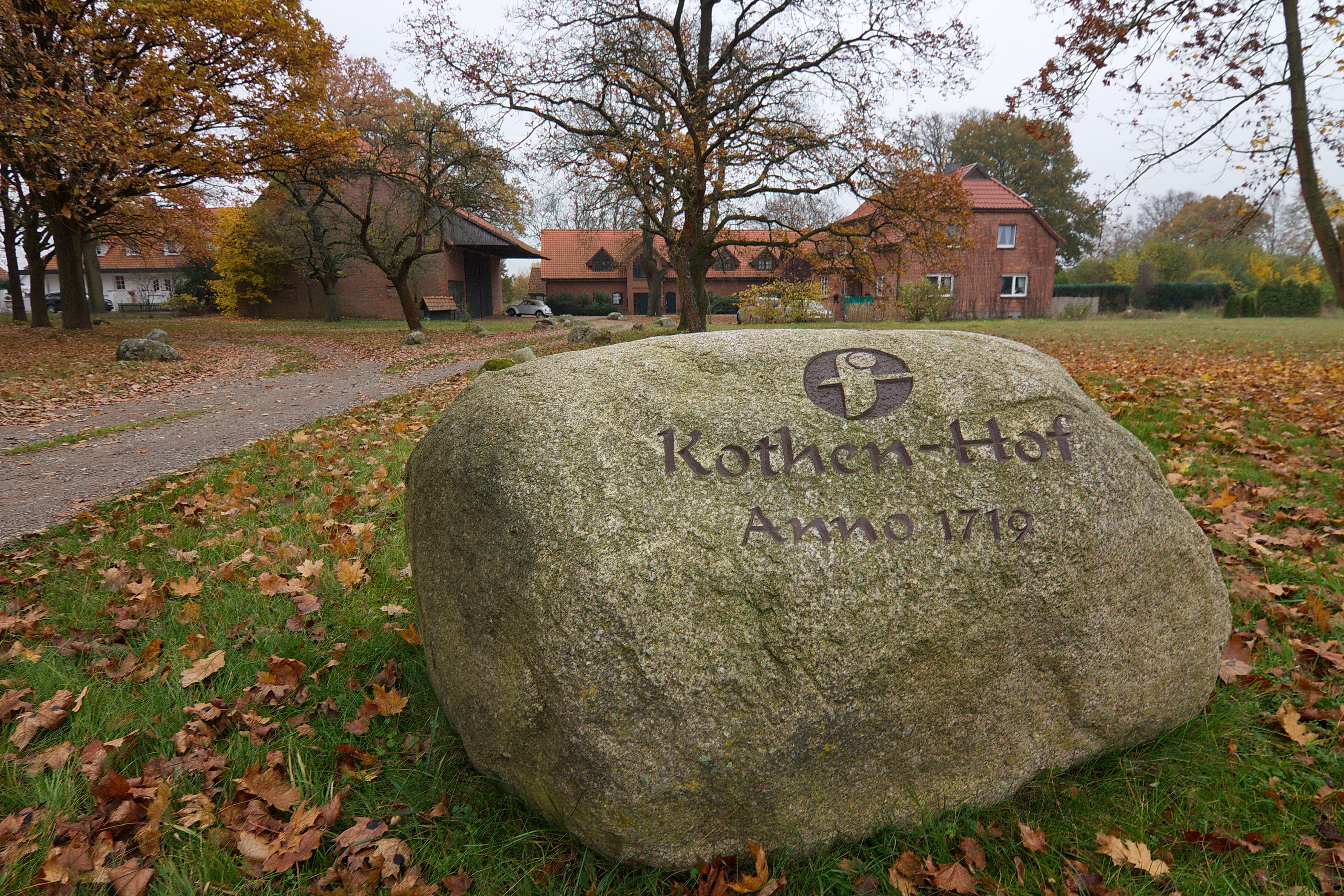
Kothenhof von 1719
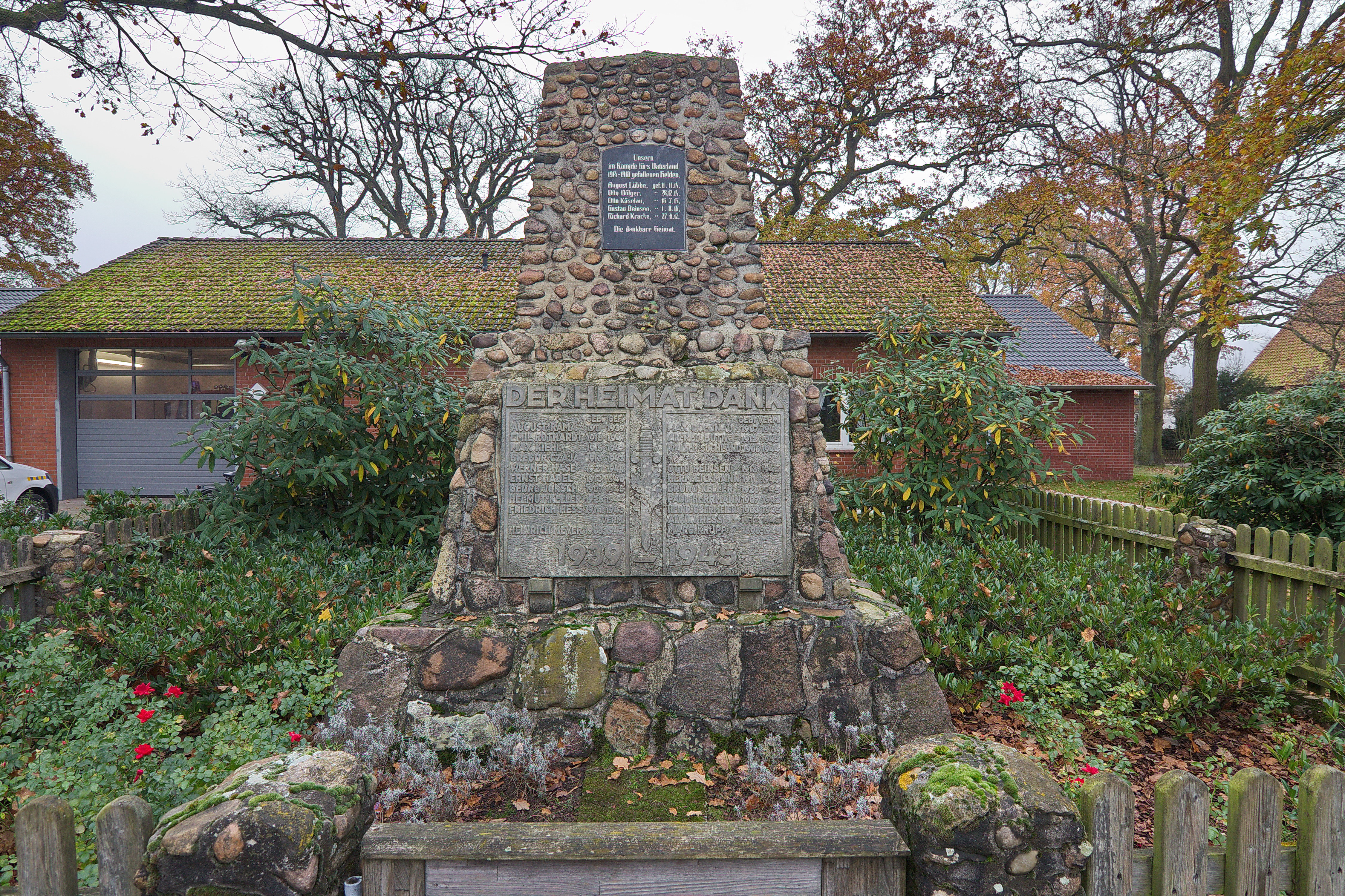
Kriegerdenkmal

## Wirtschaft und Infrastruktur
Die Freiwillige Feuerwehr Weferlingsen wurde 1913 gegründet. 1959 entstand mit den  Weferlingser Damen eine Feuerwehr-Wettkampfgruppe, die in ganz Deutschland Aufsehen erregte. Einladungen erfolgten aus der ganzen Welt und Funk sowie Fernsehen berichteten überregional über die Damengruppe.